# Сасорі
Сасорі Акасуна (яп. サソリ) — ніндзя-зрадник із Сунаґакуре. Після смерті своїх батьків Сасорі замкнувся в собі. Після цього ним піклувалася його бабуся, Чійо, яка навчила його мистецтву і контролю маріонеток. Також у нього був єдиний друг Камуші, який помер через отруту, Сасорі (потім Сасорі зробить з нього свою першу людську маріонетку). Це захоплення було єдиним, що цікавило хлопця. Він настільки захопився маріонетками, що навіть створив ляльок схожих на його батьків, щоб постійно відчувати їх втрачену любов. Зрозумівши, що ляльки найважливіші в його житті, Сасорі покинув селище і приєднався до «Акацукі». Його партнером спершу був Орочімару, а після його зради ним став Дейдара, який захопився рівнем Сасорі. Хоча у цих двох були різні погляди на мистецтво (Сасорі стверджував, що мистецтво — це вічність, а Дейдара вважав що справжнім мистецтвом є вибух), Дейдара вважав, що Сасорі — його вчитель, і намагався досягти його рівня.  
Сасорі — майстер контролю над маріонетками. Його найсильнішою маріонеткою є Третій Казекаге. Сам він перебував у Хіруко і тільки члени Акацукі, такі як Дейдара та Орочімару, а також бабуся Чійо знали як він виглядає насправді. Через своє захоплення "вічним мистецтвом" Сасорі зробив з себе маріонетку, але використовував своє лялькове тіло рідко. Маріонетки Сасорі мають особливість — вони відповідають певним особам, які колись жили, і, відповідно, мають їхні колишні сили. Наприклад, маріонетка Третього Казекаґе, вбитого Сасорі перед приєднанням до Акацукі, має всі притаманні йому сили.
Сасорі був вбитий у поєдинку із Сакурою Харуно і своєю бабусею Чійо. Чійо використала проти онука свої найсильніші маріонетки, подолавши елітні маріонетки Сасорі. Хоча він міг ухилитися від останньої атаки Чійо, але не став. Таким чином, Сасорі приєднався до своїх люблячих загиблих батьків.